# Chirosia pseudocinerosa
Chirosia pseudocinerosa este o specie de muște din genul Chirosia, familia Anthomyiidae, descrisă de Griffiths în anul 2004. Conform Catalogue of Life specia Chirosia pseudocinerosa nu are subspecii cunoscute.